# Райгит
Ра́йгит, раннее — Ра́йгет (англ. Reigate) — исторический город в английском графстве Суррей, административный центр района (боро) Райгит-энд-Банстед.
Расположен на одном из рукавов реки Мол, в 37 км к югу от центра Лондона.

## История
Первое упоминание о поселении встречается в 1086 году в Книге Страшного суда. В 1088 году город был передан во владение графу Вильгельму де Варенну, который решил построить здесь замок. Замок Райгит был построен его потомками в 1150 году, а под его стенами начал выстраиваться современный Райгит. В конце XVII века замок пришёл в упадок и был разрушен.
В 1841 году через Райгит была проложена железная дорога, что дало импульс к экономическому развитию региона.

## Достопримечательности
В городе есть церковь с богатой библиотекой и многими редкими памятниками; развалины замка, с пещерой, в которой, по сказанию, собирались бароны для составления Великой хартии.

## Экономика
На южной окраине города расположена британская штаб-квартира компании Canon. Здание, на открытии которого в 2000 году присутствовал герцог Эдинбургский, получило несколько архитектурных и экологических наград.

## В литературе
Город является местом действия рассказа Артура Конон Дойля «Рейгетские сквайры».

## Известные персоны
- Барроус, Монтэгю Брокас (1894—1967) — генерал-лейтенант, участник Первой и Второй мировых войн
- Маберли, Кейт (1982) — актриса и музыкант
- Фонтейн, Марго (1919—1991) — артистка балета
- Хессе, Мэри Бренда (1924—2016) — философ и историк науки
- Чилтон, Макс (1991) — автогонщик
- Чилтон, Том (1985) — автогонщик

## Галерея

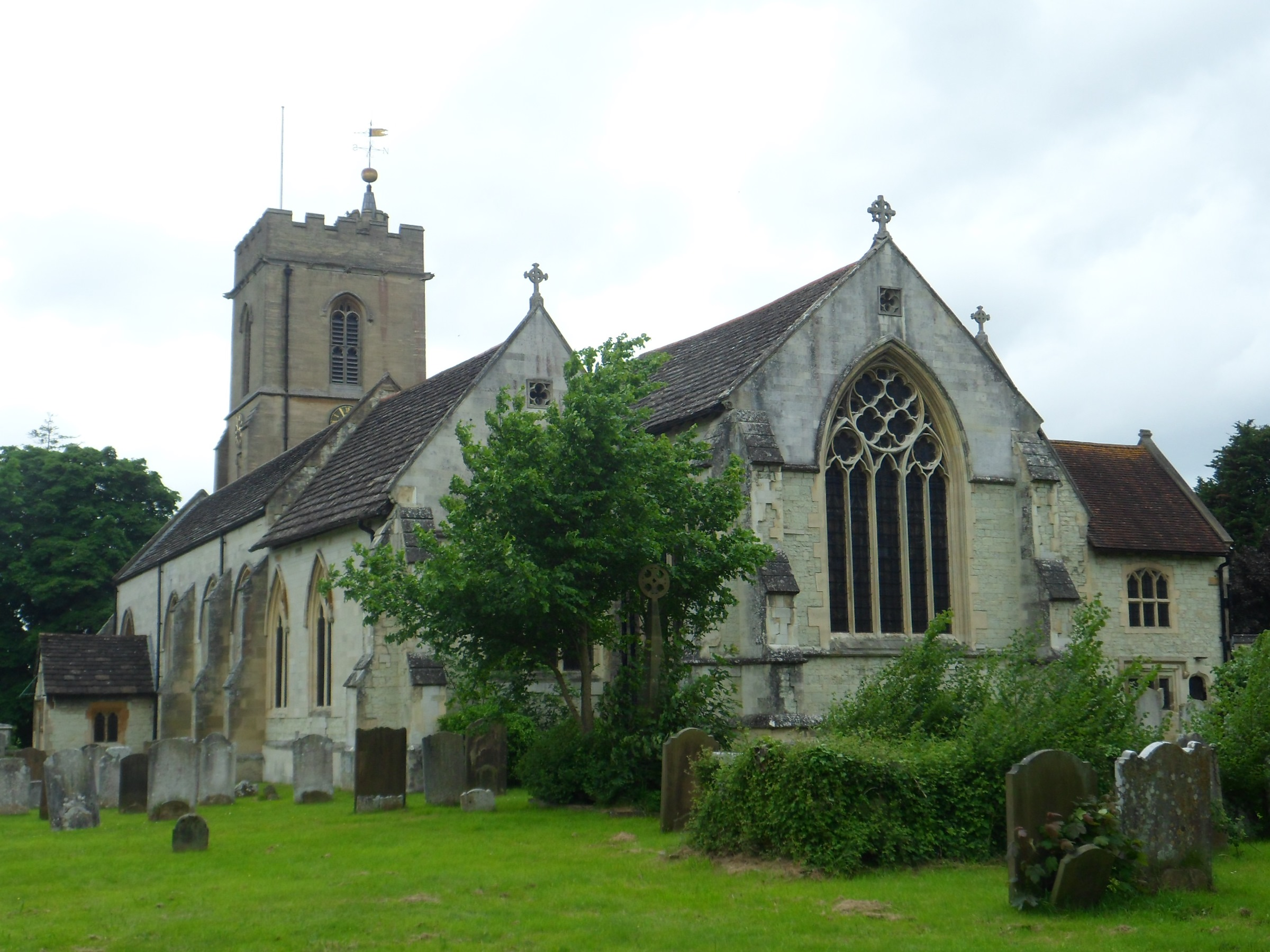
Церковь Марии Магдалены
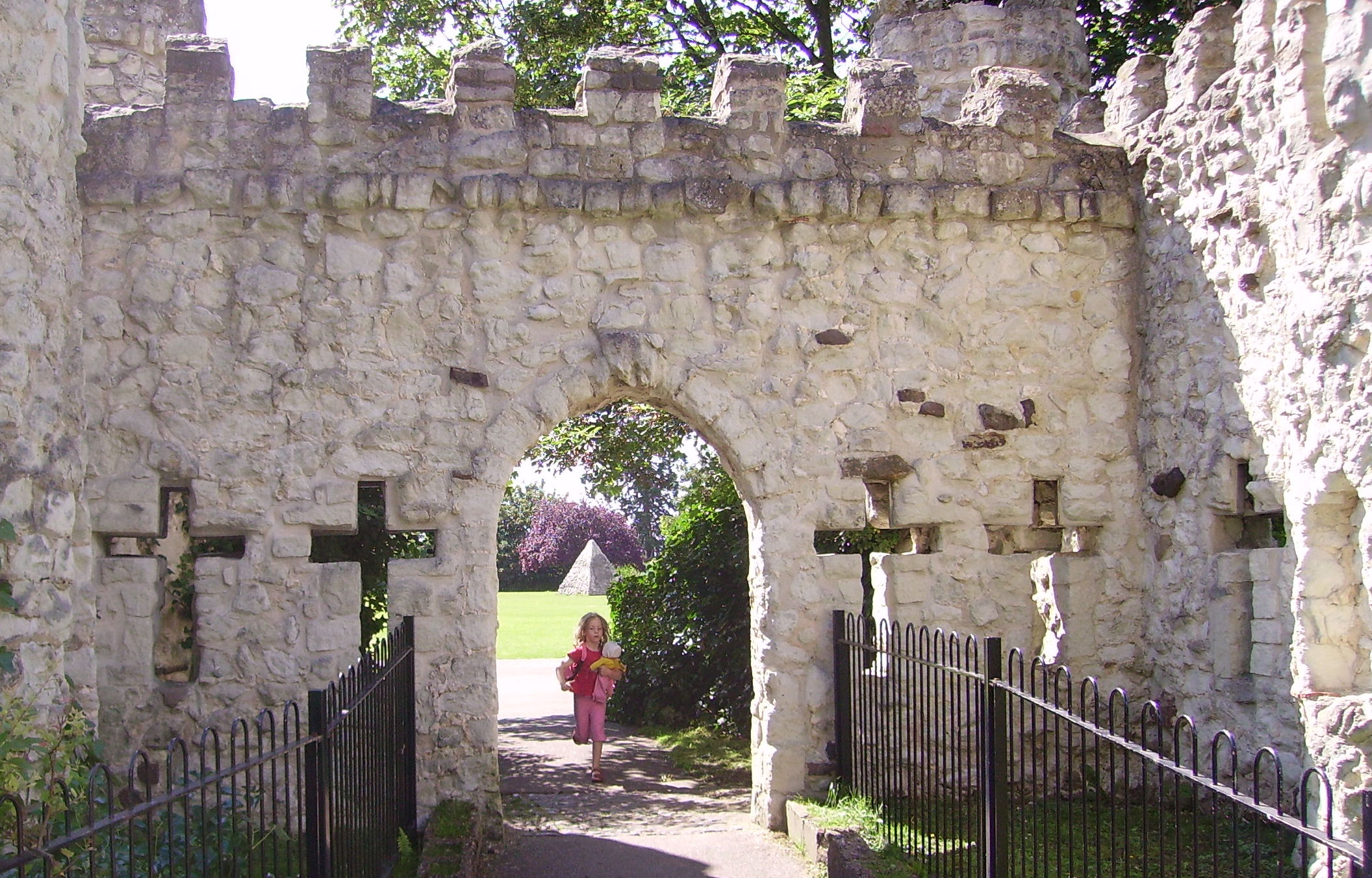
Парк «Замок Райгит»
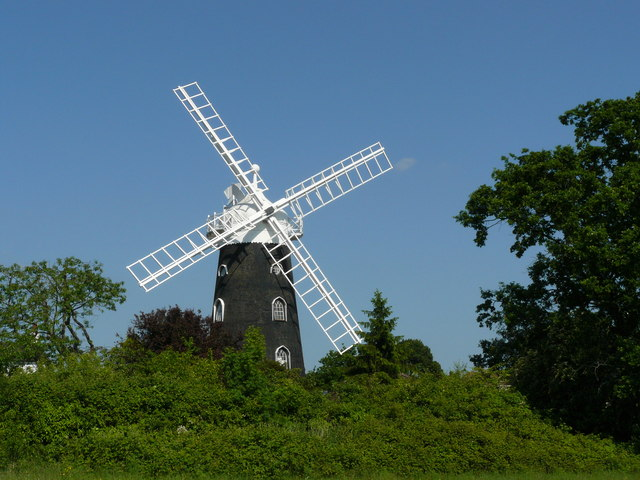
Осовремененная мельница 1824 года
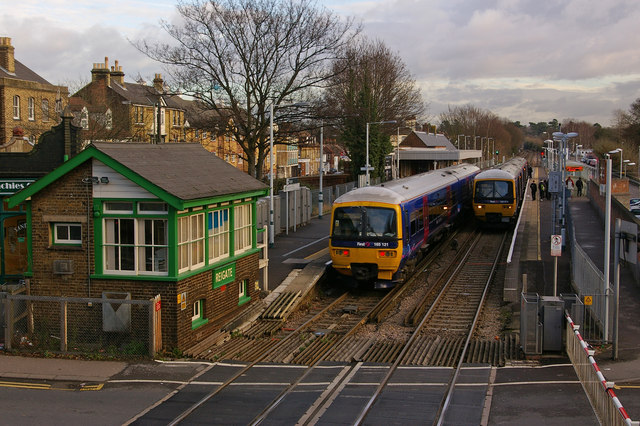
Ж/д станция Райгита